# Парсегов, Валерий Владимирович
Валерий Владимирович Парсегов (23 марта 1936 года, Киев — 28 октября 2008 года, Киев) — артист балета, педагог, заслуженный артист Украинской ССР (1965).

## Биография
Валерий Владимирович Парсегов родился 23 марта 1936 года в Киеве. В 1955 году окончил Киевское государственное хореографическое училище по классу педагога Апухтина. В 1956 году дебютировал в Киевском театре оперы и балета им. Т. Г. Шевченко (ныне Национальная опера Украины) в партии Принца («Щелкунчик»). В 1965 году стал заслуженным артистом УССР.
В 1962 году получил во время выступления тяжелую травму — порвал ахиллово сухожилие. Лечение продолжалось около десяти месяцев. Отчаявшись вернуться на сцену Валерий Владимирович поступил учиться на факультет кинорежиссуры в Киевский театральный институт. Во время учёбы снимал на плёнке балетные спектакли. После лечения вернулся на работу артистом балета.
В 1964 году вместе с артисткой балета Ираидой Лукашовой был удостоен Французской академией танца премии имени Анны Павловой и Вацлава Нижинского. Вторую травму получил во время исполнения партии Перелесника в балете «Лесная песня». Во время спектакля упал на спину, после чего в ногу впились занозы из соснового паркета.
С 1965 года работал преподавателем в Киевском хореографическом училище, его учениками были артисты балета: Сергей Бондур, народный артист Украины, Денис Матвиенко, заслуженный артист Украины, Артём Дацишин и др.
Танцевальную карьеру завершил 1976 партией Базиля в «Дон Кихоте». В 1977 году вышел на пенсию. Валерий Владимирович Парсегов скончался 28 октября 2008 года в возрасте 72 лет.

## Партии
Среди исполненных артистом партий — Зифрид, Базиль, Принц («Золушка»), Дезире и Голубой Птица, Ромео, Вацлав, Паоло («Франческа де Римини»), Мензер («Семь красавиц»), Парис («Лилея» Данькевича), Лукаш, Перелисник («Лесная песня» Скорульского), первый исполнитель партии Ивана («Тени забытых предков» Кирейко).

## Награды и звания
- Медаль «За трудовую доблесть» (24 ноября 1960 года) — отмечая выдающиеся заслуги в развитии советской литературы и искусства и в связи с декадой украинской литературы и искусства в гор. Москве[1]
- Заслуженный артист Украинской ССР (1965).
- Премия им. А. Павловой.
- Премия В. Нижинского (1964, Париж).